# Njihalo
Njihalo je fizikalno tijelo koje se njiše oko ravnotežnoga položaja. Njihanje mogu izazvati gravitacijska sila, elastična sila (na primjer opruga), električna sila, magnetska sila i drugo.
Matematičko njihalo je materijalna točka ovješena o nerastezljivu nit bez mase. Za male amplitude, period titranja ovisi o ubrzanju sile teže g i o duljini niti l na koju je masa ovješena: 
{\displaystyle T=2\cdot \pi \cdot {\sqrt {\frac {l}{g}}}\qquad \qquad \qquad (\theta \,manje\,od\,\,5^{\circ })\,}
Fizikalno njihalo je fizikalno tijelo koje se njiše oko čvrste točke koja se ne podudara s težištem. Izvedeno iz položaja ravnoteže, fizikalno njihalo počinje se njihati pod utjecajem vlastite težine. Period titranja ovisi o težini tijela, udaljenosti između težišta i ovjesišta i o momentu tromosti s obzirom na ovjesište.
Torzijsko njihalo je tijelo je ovješeno o nit koje se periodički uvrće (rotira) u ravnini okomitoj na nit zbog elastične sile niti. Za male amplitude gibanje je harmonijsko.
Gibanje njihala prvi su proučavali Galileo Galilei i Léon Foucault (Foucaultovo njihalo).

## Matematičko njihalo
Pričvrstimo li malu olovnu kuglicu na tanku nit i otklonimo je za izvjestan kut od njenog ravnotežnog položaja, onda ta kuglica na niti vrlo male težine predstavlja matematičko njihalo. Kuglica se neće zaustaviti u svom ravnotežnom položaju već će oko njega titrati ili oscilirati. Put njihala između krajnjih točaka zove se jedan titraj, a vrijeme koje je potrebno da njihalo učini jedan titraj zove se period ili vrijeme titraja. Kod titranja njihala vrši se stalno pretvaranje potencijalne energije u kinetičku energiju i obratno. Kad njihalo podignemo iz položaja mirovanja na neku visinu h, dali smo mu izvjesnu potencijalnu energiju. Kinetička energija je u tom položaju jednaka nuli jer njihalo nema brzine. Kad njihalo pustimo, ono će se pod utjecajem komponente m∙g∙sin θ gibati, pa će njegova potencijalna energija opadati, a kinetička rasti. U najdonjem položaju (ravnotežnom položaju) bit će potencijalna energija jednaka nuli, dok će kinetička energija biti najveća jer je tu brzina najveća. Zbog tromosti ili inercije njihalo će produžiti svoje njihanje, te će ponovno kinetička energija opadati, a potencijalna rasti, a u krajnjoj točki ponovno će kinetička energija biti nula, a potencijalna najveća. 
Kad ne bi bilo trenja u osloncu i otpora zraka, njihalo bi se stalno njihalo i uvijek bi se popelo do iste visine. Međutim, njegova se energija polagano troši na otpor zraka i trenje, te titraji postaju sve slabiji, dok se njihalo konačno ne umiri u ravnotežnoj točki. Sila koja prouzrokuje njihanje je:
{\displaystyle F=m\cdot g\cdot \sin \theta }
Može se izračunati da je vrijeme jednog titraja:
{\displaystyle T=2\cdot \pi \cdot {\sqrt {\frac {l}{g}}}}
a vrijeme jednog njihaja koji je polovina jednog titraja:
{\displaystyle t=\pi \cdot {\sqrt {\frac {l}{g}}}}
Iz ovog izraza proizlazi da trajanje jednog titraja ovisi o dvije veličine, o duljini njihala l i o ubrzanju g sile teže. Prema tome je trajanje jednog titraja:
- razmjerno (proporcionalno) s drugim korijenom iz duljine njihala l uz stalno g, to jest što je njihalo dulje, to je i vrijeme njihala veće, te se njihalo njiše polaganije. Što je njihalo kraće, vrijeme titraja je manje i njihalo se njiše brže;
- obrnuto razmjerno s ubrzanjem sile teže g uz konstantno l, to jest gdje je ubrzanje sile teže veće, tamo je vrijeme titraja kraće. Gdje je ubrzanje sile teže manje, tamo je i vrijeme titraja veće.

Trajanje jednog titraja ne ovisi:
- o težini, to jest o tome da li je njihalo lakše ili teže, da li je građeno od željeza, drva, olova ili bilo kojeg drugog materijala;
- o amplitudi. To znači da je vrijeme jednog titraja isto, bez obzira da li njihalo skrenemo iz položaja ravnoteže za veći ili manji kut. Praktički to vrijedi samo za male kutove približno do θ = 5°.[2]

## Fizikalno njihalo
Primjena njihala u tehnici je vrlo velika, samo to nije matematičko nego fizikalno njihalo. Takvo fizikalno njihalo je svako tijelo koje se može njihati pod utjecajem vlastite težine oko jedne čvrste točke koja se zove objesište. Međutim, kad bi bila slobodna, svaka materijalna točka toga tijela imala bi svoje trajanje jednog njihaja koje bi bilo ovisno o njenoj udaljenosti od objesišta. Znači da bi materijalne točke toga tijela imale različita vremena jednog njihaja. Kako se one ne mogu odvojiti jedna od druge, imat će cijelo tijelo neko srednje trajanje njihaja. 
Vrijeme jednog fizikalnog njihala dobit ćemo tako da nađemo duljinu onog matematičkog njihala koje se njiše isto tako kao i fizikalno njihalo. To je pak ono matematičko njihalo koje ima istu kutnu brzinu i kutno ubrzanje kao i fizikalno njihalo. Duljina lo onog matematičkog njihala kojeg je vrijeme jednog njihaja isto kao i kod fizikalnog njihala zove se reducirana duljina fizikalnog njihala. Ona se može izraziti kao:
{\displaystyle l_{0}={\frac {I}{m\cdot R}}}
gdje je: I - moment tromosti ili moment inercije fizikalnog njihala s obzirom na objesište, m - masa fizikalnog njihala, a R - udaljenost između objesišta i centra masa (težišta). Na osnovu toga dobivamo vrijeme jednog titraja fizikalnog njihala T:
{\displaystyle T=2\cdot \pi \cdot {\sqrt {\frac {I}{m\cdot g\cdot R}}}}
Fizikalno njihalo se primjenjuje kod ure njihalice. Ta se primjena osniva na izohronosti, to jest na neovisnosti vremena njihaja o amplitudi. Njihalo svojim pravilnim hodom sili mehanizam i zupčanike da se u jednakim vremenskim razmacima pomiču. Da se zbog trenja i otpora zraka njihalo ne zaustavi, ono dobiva nakon svakog njihaja poticaj pritiskom visećeg utega, koji se kod toga odmotava s vretena. Budući da trajanje jednog njihaja ovisi o ubrzanju sile teže, znači da ura njihalica neće na svakom mjestu ići točno. Na primjer, ura njihalica koja ide točno u Zagrebu ići će sve brže što se više približavamo polovima, a polaganije što se približavamo ekvatoru. 

### Sekundno njihalo
Stavimo li u izraz njihaja matematičkog njihala da je t = 1 sekunda, dobivamo pretvorbom:
{\displaystyle g=\pi ^{2}\cdot l}
Takvo njihalo kome jedan njihaj traje jednu sekundu zovemo sekundnim njihalom. Dakle, mjerenjem duljine sekundnog njihala možemo određivati ubrzanje sile teže, što ima veliku važnost u rudarstvu. Naime, ubrzanje sile teže ne mijenja se samo s zemljopisnom širinom već ono pokazuje znatne promjene često i na manjem području Zemlje. To dolazi zbog toga što se ispod Zemljine kore nalaze mase različite gustoće. Mase veće gustoće prouzrokovat će i veće ubrzanje sile teže, što proizlazi iz Newtonovog zakona gravitacije. Prema veličini ubrzanja sile teže na različitim mjestima mogu se stvarati zaključci o vrsti i količini masa, odnosno naslaga koje se nalaze na tim mjestima. Prema tome, određivanje ubrzanja sile teže služi za istraživanje ruda. Specijalna njihala koja služe u tu svrhu zovu se gravimetri. 

### Seizmograf
Seizmograf (grč. σεισμός: potres + graf) je mjerni instrument kojim se mjere i bilježe pomaci tla tijekom potresa. Glavni je dio seizmografa njihalo, koje služi kao osjetilo pomaka tla i koje zbog tromosti (inercije) nastoji održati stanje mirovanja za potresa, dok se kućište slobodno giba, te se bilježi razlika njihova međusobnoga položaja (seizmogram). Uređajem za mirenje prigušuju se slobodne oscilacije njihala. Mehaničke seizmografe naslijedili su elektromagnetski, kod kojih se njihalo sa zavojnicom giba u stalnom magnetskom polju kućišta te tako inducira električni napon, a električni se signal pohranjuje na memorijsku jedinicu. Kako bi se na temelju seizmograma moglo potpuno rekonstruirati gibanje tla, seizmografi istodobno bilježe tri međusobno okomite komponente gibanja tla.